# 水母蛸屬
水母蛸屬（學名：Amphitretus）為棲息於遠洋帶的凝膠狀章魚，為水母蛸科水母蛸亞科下的唯一屬，底下包含兩種。其中蒂勒氏水母蛸有時被認為屬於深海水母蛸的亞種，這使得本屬或被視為單型屬。